# Proces s Omladinou

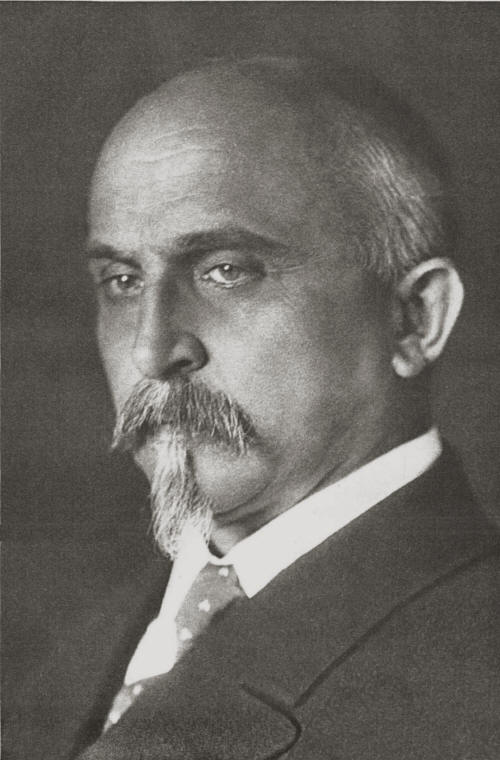
Alois Rašín - V procesu s omladinou odsouzen na 2 roky.

Proces s Omladinou byl soudní proces a politická aféra, ke které došlo v Praze v letech 1893–1894, v době, kdy v tomto městě docházelo k nebývalým pouličním nepokojům a násilnostem. Někteří odsouzení političtí aktivisté se rekrutovali z pokrokového hnutí, což byla česká politická mládežnická organizace, která se snažila ovlivňovat politiku v Rakousku-Uhersku ve prospěch zavedení všeobecného hlasovacího práva a též se zasazovali za větší národnostní práva Čechů. Jiní však s žádnou politickou organizací neměli mnoho společného. Spolu s opravdovými politickými aktivisty byli v rámci tohoto procesu odsouzeni též lidé, kteří byli spíš jen obyčejní výtržníci. Zmíněná organizace „Omladina“ však nikdy neexistovala, v tomto případě se jednalo o kombinaci pokřivených výpovědí a policejního konstruktu.

## Dobový kontext
17. května 1893 byl ukončen poslední pokus o přijetí tzv. punktačních bodů, které měly česko-německé národnostní spory vyřešit faktickým rozdělením zemské správy na oblasti české, německé a smíšené, a tím v podstatě rozložit tradiční Království české. V červnu 1893 zorganizovala německorakouská sociálně demokratická strana velké demonstrace za zavedení všeobecného hlasovacího práva. Ale již od roku 1892 v souvislosti s rostoucí politickou krizí v českých zemích docházelo jak k nedovoleným demonstracím či veřejnému pobuřování, tak i ke srážkám s policií. Od demonstrativního zpívání národních písní se nepokoje vystupňovaly přes pokusy o stržení sochy svatého Jana Nepomuckého až k rozsáhlé bitce s policejními oddíly na Olšanských hřbitovech. Množily se též případy hanobení státního znaku, jakož i rozšiřování letáků, jejichž obsah byl označován za protistátní či velezrádný.

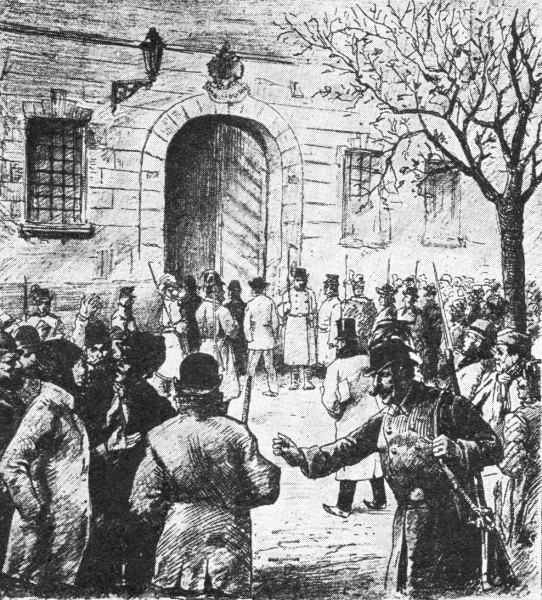
Proces s Omladinou

Množství demonstrací a dalších protirežimních aktivit přimělo policii k domněnce, že tyto akce jsou někým ústředně řízeny. O existenci tajné české protistátní mládežnické organizace byla policie v anonymních udáních informována již několikrát, přičemž poprvé to bylo roku 1888. Pravdivost udání sice nikdy nebyla potvrzena, ale přece jen vedla k tomu, že pražské policejní velitelství bylo opatrné při udělování povolení ke vzniku organizací mládeže. Takto byla roku 1892 nepovolena dělnická vzdělávací organizace s názvem Českoslovanská omladina. „Omladina“ byl v té době oblíbený název nejrůznějších organizací mládeže a jen v Praze jich existovalo hned několik. Existoval též velmi radikální časopis s názvem Omladina. Díky tomu byl již název „omladina“ pro státní aparát podezřelý a česká okresní hejtmanství byla obeslána oběžníkem, který upozorňoval úředníky, aby sledovali spolky s takovým názvem.
Domněnku o tajné organizaci podporovalo též to, že letáky byly vyráběny na množícím stroji, tzv. hektografu[zdroj?], což bylo v té době poměrně drahé zařízení[zdroj?], které navíc podléhalo státní kontrole a pořídit jej šlo jen se zvláštním policejním povolením[zdroj?]. Tento nelegálně držený stroj byl pak skutečně objeven při domovní prohlídce Jana Zieglosera, jednoho z účastníků demonstrací. Při této prohlídce byl též zabaven Ziegloserův osobní deník, kde si zapisoval své postřehy z politického života pražské mládeže, kterou zde nazýval „omladinou“. Vyšetřovatel Václav Olič si tyto zápisky vyložil jako potvrzení existence tajné organizace s názvem Omladina.

## Vyšetřování

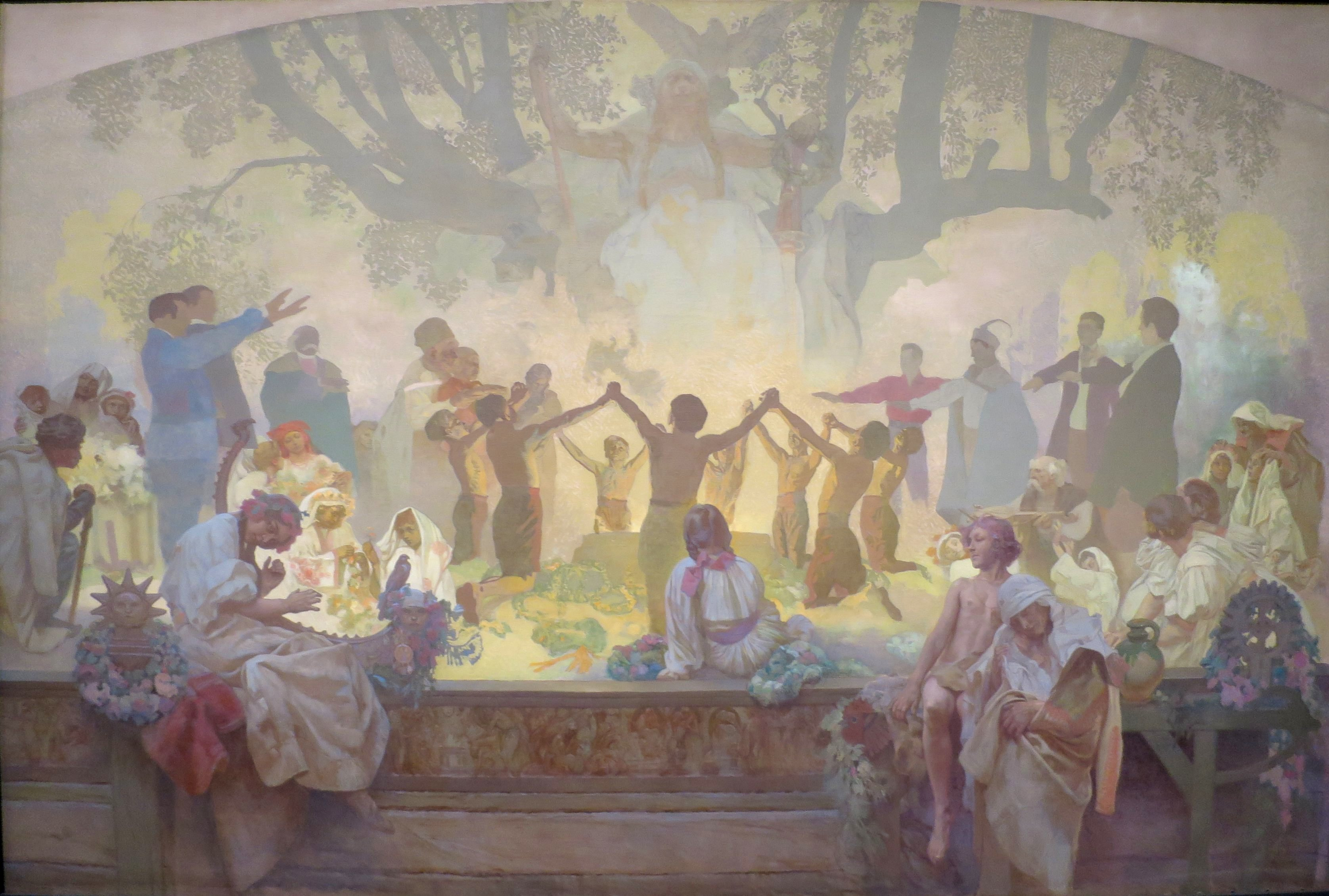
Obraz Přísaha „Omladiny“ pod slovanskou lípou 1894 z cyklu Slovanská epopej od Alfonse Muchy, 1926–1928

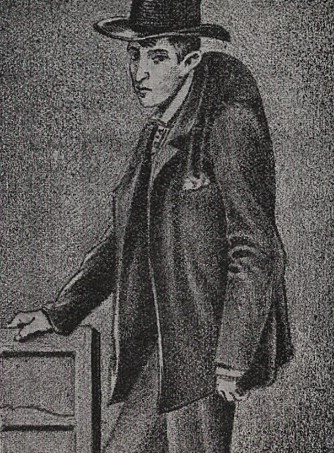
Rudolf Mrva

V bouřlivé atmosféře připravované oslavy panovníkových narozenin, které se v Praze pořádaly vždy o den dříve, tedy 17. srpna, se tentokrát vůbec nevydařily. Mladí radikálové je využili k demonstracím svých požadavků za zlepšení národnostních práv Čechů, ale objevovaly se též plakáty proti vládnoucí dynastii a vládě. Demonstranti křikem přehlušili vojenskou kapelu při oficiálním ceremoniálu na Staroměstském náměstí, pak se vydali Celetnou ulicí, provolávali hesla, slovně tupili císaře, rozbili výklady restaurace U císaře rakouského a vývěsní tabule šlechtického kasína. Následovalo rozsáhlé vyšetřování a zatýkání.
Jelikož se stále objevovaly projevy odporu proti státnímu zřízení, bylo 12. září 1893 nad Prahou a přilehlými okresy vyhlášeno stanné právo se zostřeným policejním dohledem a cenzurou tisku. Do vyhlášení stanného práva bylo již ve vězení 36 domnělých omladinářů a od 12. září přibývalo mnoho dalších, včetně řady později významných osobností a politiků jako byl Alois Rašín, Stanislav Kostka Neumann či František Modráček. Policejní útlak v Praze vedl k rozšíření protirežimních nálad též na venkov.
Jako významný svědek byl získán jeden z účastníků srpnové demonstrace Rudolf Mrva. Na základě jeho svědectví byla zatčena řada lidí, kteří byli podrobeni výslechu. Jednalo se i o opravdu velmi mladé lidi, nejmladším bylo 16 let. Při výsleších byli často vyšetřovateli mateni, zmiňovali další jména lidí, kteří byli později zatčeni a potvrzovali též existenci spolku Omladina. Dochované materiály ovšem nepotvrzují, že by měli na mysli víc než vzdělávací spolek.[zdroj?]
Zatčen byl též Antonín Holzbach, bývalý předseda přípravného výboru vzdělávacího spolku Českoslovanská omladina, který byl roku 1892 státními úřady nepovolen. Holzbach své předsednictví nepopíral, ale odmítal, že by spolek po nepovolení přešel do ilegality. Využita byla též informace o jakémsi přípravném výboru na Žižkově, ve kterém figuroval František Modráček. Pro policejní opatření však tento spolek nebyl nikdy skutečně založen.
O případu věděla veřejnost přes propašované motáky, zatčené též navštěvovali čeští politici včetně Tomáše G. Masaryka. O věci se mluvilo i na půdě vídeňské Říšské rady. Obviněný Alois Rašín při výsleších upozorňoval vyšetřovatele Oliče na zjevné nezákonnosti v procesu. Medvědí službu prokázal zatčeným mladočeský poslanec Josef Herold, který na Rašínovu žádost pronesl řeč v Říšské radě, kde se zatčených sice zastal, ale tak, že existenci tajného spolku připustil.

## Proces
Přes zjevné pochybnosti o pravdivosti svědectví Rudolfa Mrvy, který byl již dříve obviňován z křivého svědectví, jakož i přes pochybnosti o dalším svědku obžaloby Františku Legnerovi, který byl zároveň obviněn ze zpronevěření 216 zlatých, byl nakonec případ předán soudu. Zároveň byla možnost propuštění z vazby na kauci, čehož mohlo využít několik, zejména veřejně známých osob, včetně Aloise Rašína, za něhož zaplatil kauci jeho otec, v té době mnohem známější osoba. Předsedou trestního senátu byl Jan Krčmář, rada Vrchního zemského soudu, který k problematice českých národnostních snah vystupoval smířlivě a v procesu vynikl jako nestranný soudce.
23. prosince byl korunní svědek případu Rudolf Mrva mladými radikály zavražděn. Procesu to však již nemohlo zabránit. U zemského soudu v Praze bylo projednávání zahájeno 15. ledna 1894, přičemž soud využíval výhod, které mu dávalo zřízení stanného práva nad městem. Konečné rozsudky padly 21. února 1894. Ze 76 obviněných osob bylo 8 osvobozeno a zbylých 68 odsouzeno dohromady na 96 let vězení. Nejmladším bylo 16 a nejstaršímu 31 let. Nejvíce bylo osob do 20 let věku.
Mezi odsouzenými byli například politici Alois Rašín, Karel Stanislav Sokol, Josef Škába, básník Stanislav Kostka Neumann, bratři Antonín a Alois Hajnové, Václav Čížek, Antonín Čížek II. nebo Antonín Pravoslav Veselý. Odsouzení byli většinou odvezeni do nově založené věznice na Borech v Plzni.
Později byla podána k Nejvyššímu soudnímu a kasačnímu dvoru tzv. zmateční stížnost, ve které se upozorňovalo na nesrovnalosti a nezákonnosti v procesu. Stížnost ale byla zamítnuta.
S procesem s omladináři souvisela řada dalších soudních procesů v době pražského stanného práva. Kromě několika rozsudků za tiskové delikty padl též rozsudek nad vrahy svědka Rudolfa Mrvy, ale též padl rozsudek nad dvěma šestnáctiletými mladíky z Prahy, kteří si říkali Pomsta Čech. Pořídili si dvě dýky a vydali se vlakem do Vídně vykonat atentát na členy rakouské vlády. Ve Vídni byli zatčeni hned na nádraží. Oba dostali po 12 letech vězení.

Vězeňské fotografie některých odsouzených z roku 1894
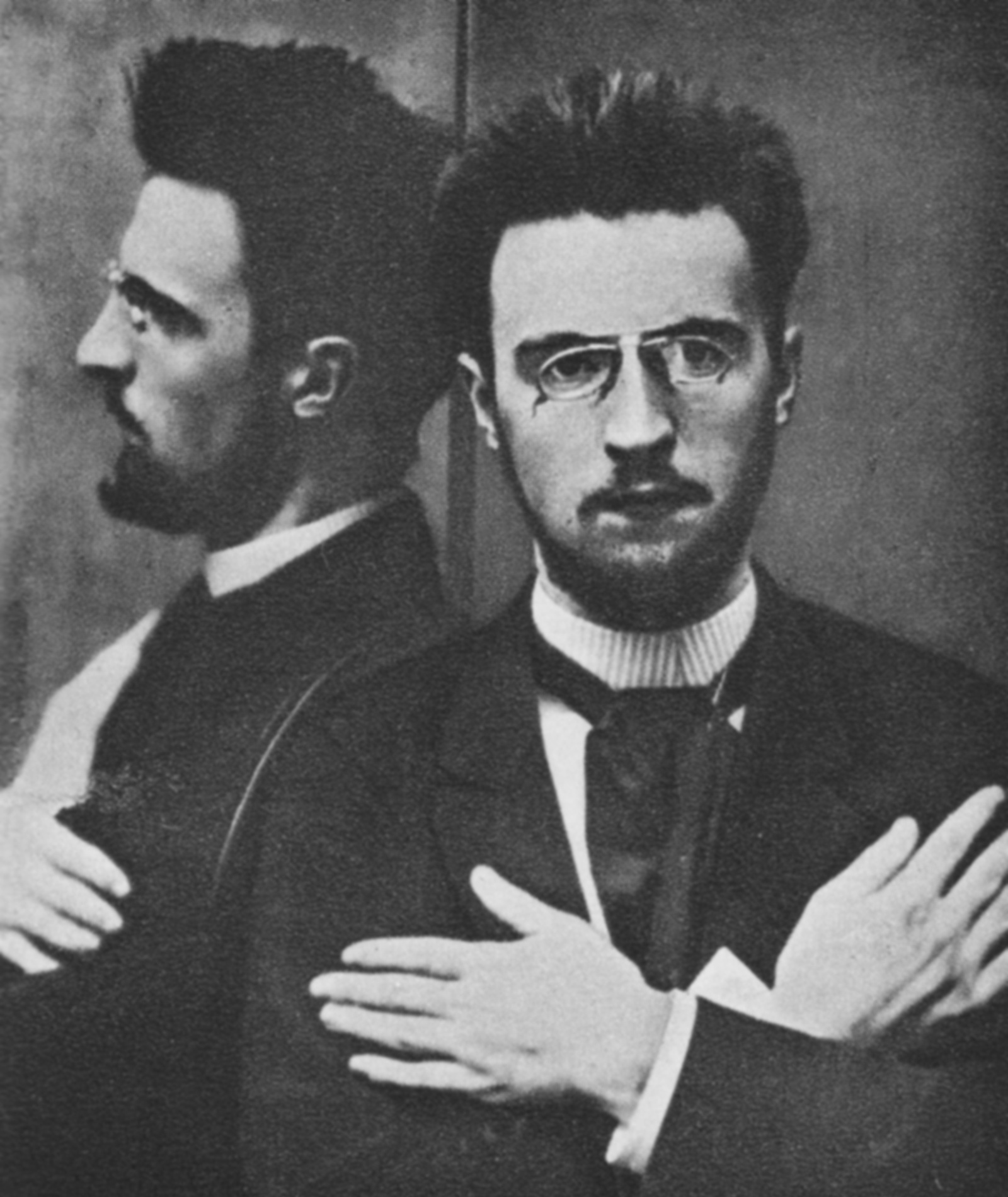
Stanislav Kostka Neumann
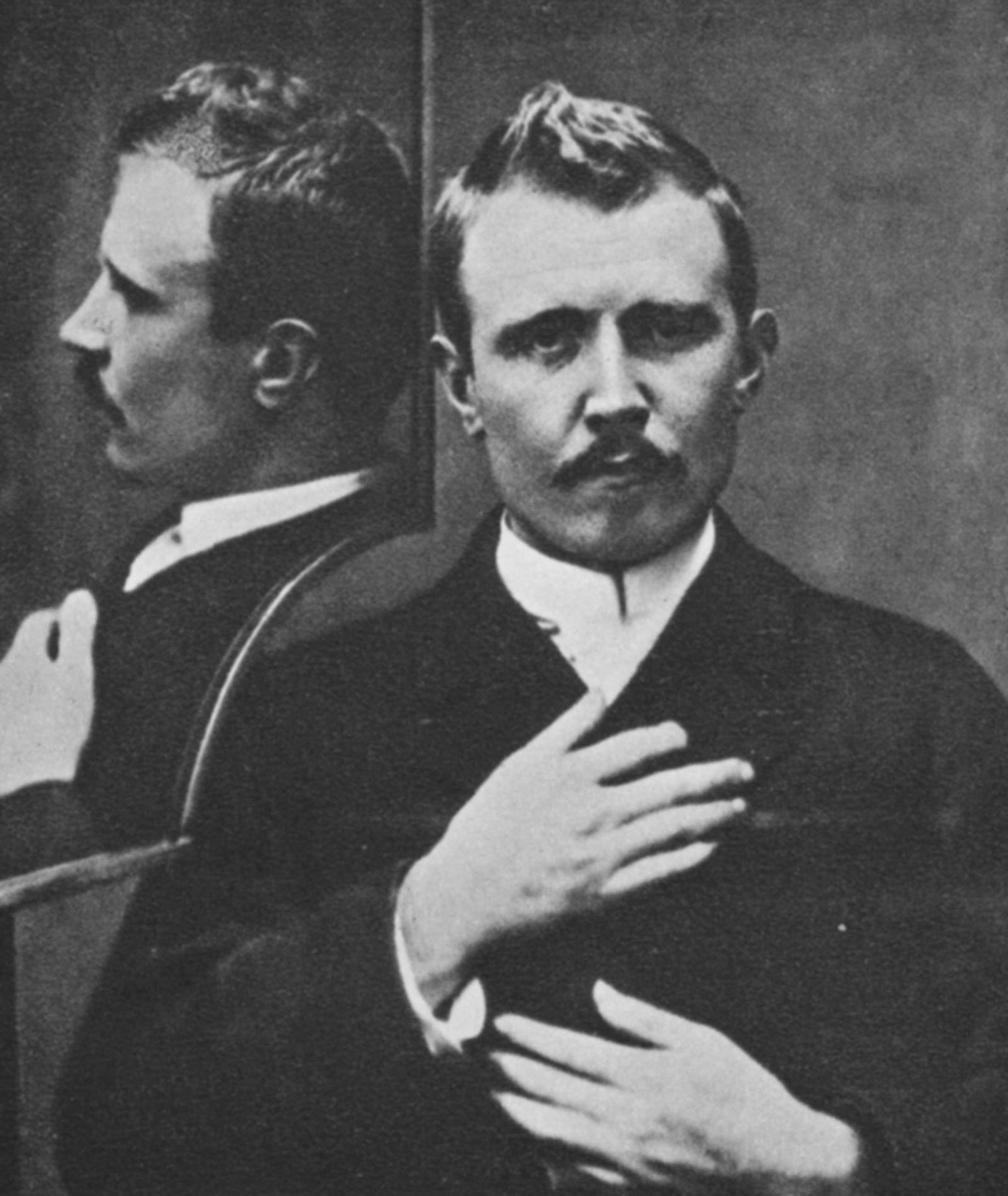
Josef Škába
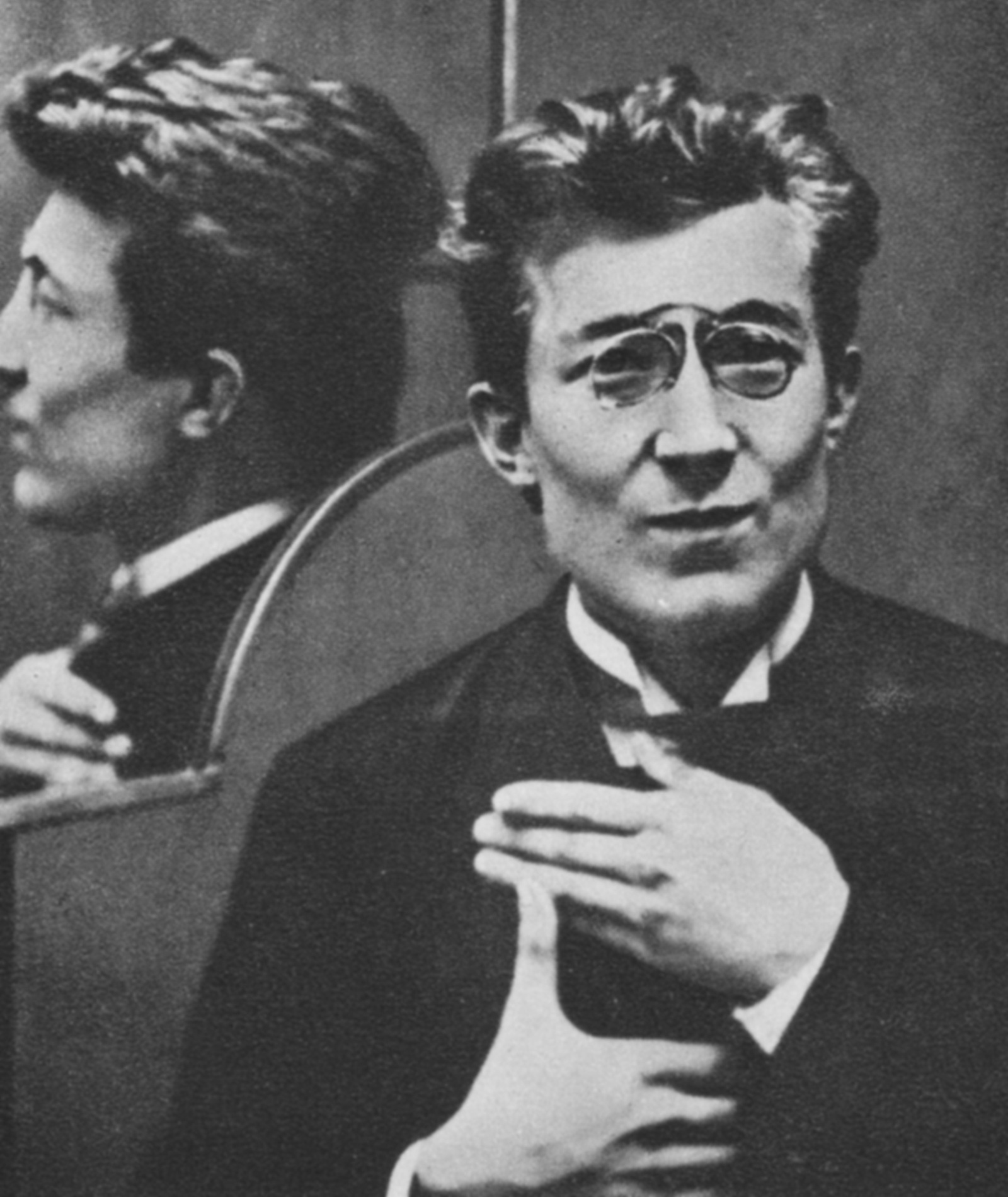
Antonín Pravoslav Veselý
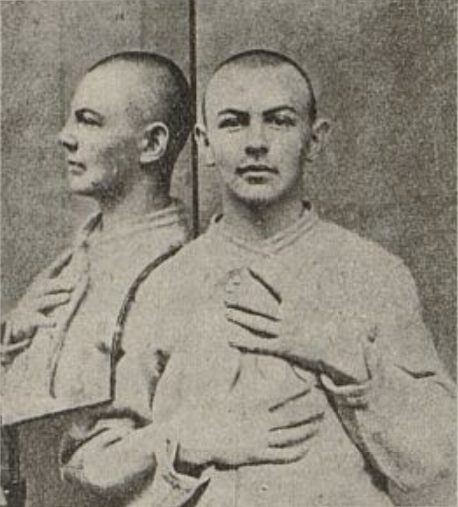
František Synáček

## Amnestie

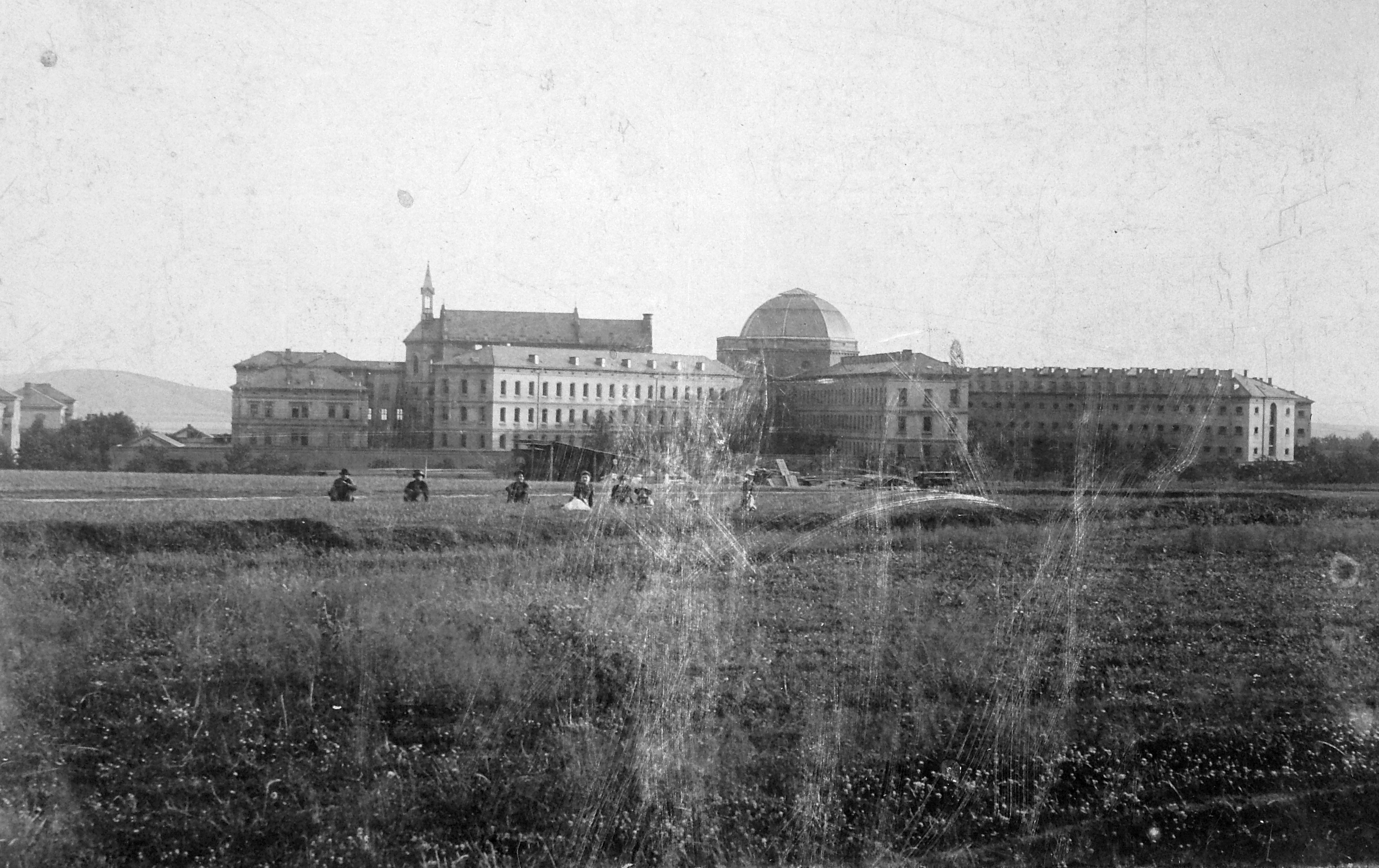
Borská věznice v Plzni v roce 1905

Nálada ve společnosti zůstávala nadále neklidná. S veřejným pobouřením se setkala smrt odsouzeného Františka Dudy, který byl rodině předán v posledním stádiu tuberkulózy. V souvislosti s odvoláním stanného práva bylo rozhodnuto též o amnestii dosud vězněných omladinářů. V říjnu 1895 bylo drženo ve věznicích již jen 14 osob. Amnestie byla potvrzena císařem a 4. listopadu 1895 byli omladináři propuštěni. Proti amnestii protestoval Alois Rašín, který tvrdil, že pokud byli v procesu odsouzeni neprávem na základě vykonstruovaného obvinění, nemohou být teď proto amnestováni. Nikdo další z odsouzených se k němu ale nepřidal.
Václav Čížek, psychicky zdeptaný pobytem na vězeňské samotce, si dva dny po propuštění z borské věznice pořídil revolver, kterým se 7. listopadu večer na Václavském náměstí třemi ranami postřelil. Svým zraněním následujícího dne podlehl.